# Gloniella pseudocomma
Gloniella pseudocomma är en svampart som beskrevs av Rehm 1903. Gloniella pseudocomma ingår i släktet Gloniella och familjen Hysteriaceae.   Inga underarter finns listade i Catalogue of Life.